# طاهر بن محمد بن عمرو
أبو الحسن طاهر بن محمد بن عمرو (883 - بعد 909)، كان أمير الإمارة الصفارية من 901 حتى 909، وهي دولة إيرانية سنية.

## السيرة الذاتية
في بداية حياة طاهر، شغل منصب والي مرو في عهد جده عمرو بن الليث.
في عام 900، قبض السامانيون على عمرو بن الليث، أثناء حملتهم ضد الصفاريين في خراسان. أقسم الجيش الصفاري الولاء للطاهر، الذي جعل أخاه أبا يوسف يعقوب شريكًا له في الحكم بعد فترة وجيزة، على الرغم من أن الخطبة استمرت في ذكر اسم عمرو حتى أواخر عام 901. عاد طاهر ويعقوب إلى سيستان، ووصلوا إلى زارانج في أيار من ذلك العام. منذ بداية حكمه، كان طاهر وشقيقه تحت سيطرة قائد العبيد التركي سبوكري، الذي تمكن من تدمير وزير طاهر واستبداله بآخر يرضيه.
قضى طاهر الكثير من أوائل حكمه في الجزء الغربي من أراضيه، مُضطرًا إلى التعامل مع تدخل الخليفة العباسي المعتضد لفارس، بعد سقوط عمرو. شارك كل من طاهر وسبوكري في حملة 900-901، التي استعادت فارس مؤقتًا، لكن الصفاريين انسحبوا بعد ذلك بوقت قصير. أسفرَت حملة ثانية عن منح الخلافة العباسية المقاطعة إلى طاهر، على الرغم من أن كُلًّا من فارس وكرمان سقطتا فعليًّا في أيدي التركي سبوكري.
بعد حملة فارس الثانية، عاد طاهر إلى زارانج في منتصف عام 904. في هذه المرحلة، سلَّم هو ويعقوب نفسيهما إلى حياة اللذة والتجاوزات. على مدى السنوات القليلة التالية، بدأ الشقيقان يفقدان ثقة الشعب، وعلى الرغم من استمرار عمل البيروقراطية الحكومية، تراجع استقرار المحافظات مع تعارض الفصائل المتناحرة. بحلول عام 905 توقف سبوكري عن إرسال الضرائب المحصلة في فارس وكرمان إلى زارانج. رد طاهر بقيادة جيش ضد فارس، ولكن سرعان ما تم إقناعه بإجهاض الحملة والعودة إلى سيستان، بعد أن لم ينجز شيئًا.
في أواخر عام 908، صفاري آخر الليث بن علي، وصل إلى زارانج بجيش صغير واحتل جزءًا من المدينة. طاهر - الذي كان في إفلاس - انضم إلى يعقوب وحاصر موقع الليث. على الرغم من التعزيزات التي قدمها سبوكري، إلا أنه لم يتمكن من طرد الليث وبدأ يعاني من قلة المال للحفاظ على دعم من حوله، وذلك بفضل انخفاض الإيرادات الحكومية. قرر طاهر ويعقوب الفرار إلى سبوكري. لكن في الطريق، أصبحوا غير واثقين من القائد التركي، وقرروا قتاله. التقى الجانبان في حزيران 909؛ حقَّق سبوكري - الذي تمكن من كسب قادة طاهر - نصرًا سهلًا وأسر الإخوة، قام بإرسالهم إلى الخليفة العباسي، في بغداد حيث سُجنوا، وقد عُوملُوا بشكل جيد بقية حياتهم.